# Лапук, Александр Григорьевич
Александр Григорьевич Лапук (1925—2005) — специалист в области электронно-лучевых приборов, лауреат Государственной премии СССР (1983).

## Биография
Родился 2 января 1925 года.
С 1959 г. работал в ОКБ ЭВП (затем преобразованном в НПО «Электрон») в лаборатории А. Е. Гершберга в должностях от ведущего специалиста до руководителя группы.
В 1972—1990 начальник отдела видиконов и глетиконов, с 1990 ведущий научный сотрудник НПО «Электрон».
В 1996 г. уехал на постоянное жительство в США. Умер в South Quebec St Denver Denver County Colorado USA 2 августа 2005. Место захоронения — Fairmount Cemetery.
Жена — Ирина Алексеевна Лапук (27.11.1928 — 21.01.2005).

## Научная деятельность
Главный конструктор ряда видиконов и глетиконов. Под его руководством создано около 50 видиконов и 30 глетиконов для телевещания, прикладного ТВ, и в том числе видикона с регулируемой памятью ЛИ-429 (1971) для телевизионной космической системы («Луноход-2»).

## Награды и звания
Кандидат технических наук.
Лауреат Государственной премии СССР (1983).